# Odontopera camerunica
Odontopera camerunica là một loài bướm đêm trong họ Geometridae.